# Lliga catalana de bàsquet masculina 1993-1994
Fou la 14a edició de la Lliga catalana de bàsquet.

## Primera ronda[1][2]
5 de setembre, Pavelló Municipal Girona-Fontajau, Girona
| Equip 1 | Marcador | Equip 2  |
| ------- | -------- | -------- |
| Andorra | 104–77   | Cornellà |
| Girona  | 74–94    | Manresa  |

## Semifinals
| Equip 1   | Marcador | Equip 2 |
| --------- | -------- | ------- |
| Barcelona | 84–71    | Andorra |
| Joventut  | 86-78    | Manresa |

| 10 setembre 1993 20:00 | FC Barcelona                                                          | '84'–71 | BC Andorra                                                                        | Pavelló Municipal Girona-Fontajau, Girona Assistència: 2.000 espectadors Àrbitres: Galerón, Martín |
| 10 setembre 1993 20:00 | Resultat per meitats: 38-36, 46-35                                    |         |                                                                                   | Pavelló Municipal Girona-Fontajau, Girona Assistència: 2.000 espectadors Àrbitres: Galerón, Martín |
| 10 setembre 1993 20:00 | Pts: Williams 19 Rebs: Massenburg 11 Assist: Montero 3 Rec: Montero 4 |         | Pts: Wright 20 Rebs: Wright 17 Assist: Villalobos 3 Rec: Solana, Wright, Arcega 2 | Pavelló Municipal Girona-Fontajau, Girona Assistència: 2.000 espectadors Àrbitres: Galerón, Martín |

| 10 setembre 1993 22:00 | Club Joventut de Badalona                                         | '86'–78 | Bàsquet Manresa                                                         | Pavelló Municipal Girona-Fontajau, Girona Assistència: 2.000 espectadors Àrbitres: Amorós, Lainez |
| 10 setembre 1993 22:00 | Resultat per meitats: 46-37, 40-41                                |         |                                                                         | Pavelló Municipal Girona-Fontajau, Girona Assistència: 2.000 espectadors Àrbitres: Amorós, Lainez |
| 10 setembre 1993 22:00 | Pts: Smith 18 Rebs: Thompson 10 Assist: T. Jofresa 3 Rec: Smith 2 |         | Pts: Nakic 20 Rebs: Hall 11 Assist: Creus, Peñarroya 2 Rec: Singleton 3 | Pavelló Municipal Girona-Fontajau, Girona Assistència: 2.000 espectadors Àrbitres: Amorós, Lainez |

## Final
| 12 setembre 1993 19:00 | FC Barcelona                                                     | '95'–89 | Club Joventut de Badalona                                   | Pavelló Municipal Girona-Fontajau, Girona Assistència: 4.000 espectadors Àrbitres: Alzuria, Pizarro |
| 12 setembre 1993 19:00 | Resultat per meitats: 40–48                                      |         |                                                             | Pavelló Municipal Girona-Fontajau, Girona Assistència: 4.000 espectadors Àrbitres: Alzuria, Pizarro |
| 12 setembre 1993 19:00 | Pts: Roberts 15 Rebs: Massenburg 7 Assist: Montero 5 Rec: Díez 3 |         | Pts: Martínez 17 Rebs: Smith 7 Assist: Smith 3 Rec: Smith 4 | Pavelló Municipal Girona-Fontajau, Girona Assistència: 4.000 espectadors Àrbitres: Alzuria, Pizarro |

| Barcelona |  | Joventut |

| Cinc inicial:       | Cinc inicial: | Cinc inicial:        | P   | R   | A   |
| ------------------- | ------------- | -------------------- | --- | --- | --- |
| A                   | 4             | Andrés Jiménez       | 13  | 3   | 1   |
| B                   | 5             | José Luis Galilea    | NVP | NVP | NVP |
| P                   | 6             | Frederick Roberts    | 15  | 4   | 1   |
| E                   | 7             | Oliver Fuentes       | 12  | 1   | 1   |
| P                   | 8             | Enrique Andreu       | 5   | 4   | 0   |
| P                   | 9             | Toni Massenburg      | 12  | 7   | 0   |
| B                   | 10            | José Antonio Montero | 14  | 3   | 5   |
| B                   | 11            | Salvador Díez        | 2   | 4   | 3   |
| A                   | 12            | Juan Antonio Paraíso | NVP | NVP | NVP |
| AP                  | 13            | Víctor Alemany       | 4   | 0   | 1   |
| A                   | 14            | Dennis Williams      | 6   | 3   | 2   |
| A                   | 15            | Epi                  | 12  | 2   | 0   |
| Entrenador:         |               |                      |     |     |     |
| Aíto García Reneses |               |                      |     |     |     |

| Campió de la Lliga Catalana 1993 |
| -------------------------------- |
| FC Barcelona Vuitè títol         |

| Cinc inicial:    | Cinc inicial: | Cinc inicial:             | P   | R   | A   |
| ---------------- | ------------- | ------------------------- | --- | --- | --- |
| A                | 4             | Daniel Pérez              | 0   | 1   | 0   |
| B                | 5             | Rafael Jofresa            | 14  | 1   | 1   |
| B                | 6             | Tomàs Jofresa             | 11  | 2   | 2   |
| A                | 8             | Jordi Villacampa          | NVP | NVP | NVP |
| P                | 10            | Cornelius Thompson        | 16  | 4   | 2   |
| A                | 11            | Antonio Dawson            | 17  | 1   | 1   |
| P                | 12            | Juan Antonio Morales      | 5   | 2   | 0   |
| P                | 13            | Ferran Martínez i Garriga | 17  | 4   | 0   |
| P                | 14            | Alfonso Albert            | 0   | 0   | 0   |
| A                | 15            | Mike Smith                | 9   | 7   | 3   |
| Entrenador:      |               |                           |     |     |     |
| Zeljko Obradovic |               |                           |     |     |     |